# Franco Sbarro
Pour les articles homonymes, voir Sbarro.
Francesco Zefferino Sbarro, plus connu sous le nom de Franco Sbarro (né le 27 février 1939 à Presicce, dans les Pouilles, sud de l’Italie), est un dessinateur et constructeur de voitures de rêves.

## Biographie
Fils de fermier, le jeune italien va très vite s'intéresser à tout ce qui touche à la mécanique. Notamment les vélomoteurs et scooters de ses connaissances.
Après ses études de latin-grec à Lecce, Franco Sbarro s'installe en novembre 1957 à Neuchâtel (Suisse) où il travaille comme mécanicien. Deux ans plus tard, il achète un petit garage à Grandson et se met à son compte. Il travaille notamment en relation avec Borgward, petit constructeur allemand aujourd'hui disparu.
Sa rencontre avec Georges Filipinetti le conduira au poste de chef mécanicien de la célèbre Scuderia Filipinetti. Non content de mettre au point et d'entretenir les voitures de course de l'écurie, il peut suivre la restauration des AC Cobra, Ferrari P3 et Ford GT40. Sbarro construit à cette époque sa première voiture : le coupé Filipinetti, à partir des plans d'une VW Karmann Ghia à moteur 1 600 cm3.
Le 25 mars 1968 marque un tournant dans la vie de Sbarro. Quittant définitivement l'écurie Filipinetti, il crée l'ACA - Atelier de Construction Automobile, dans une ancienne usine de cigarettes. Sa première création est la Dominique III, une petite sportive munie d'un énorme aileron arrière. Ce modèle unique vendu, Sbarro s'attaque à la reconversion des Ford GT40 de compétition en modèle « routiers » plus civilisés.
Sbarro a construit par la suite de nombreuses répliques qui le rendirent célèbre dans le milieu automobile. Entre autres répliques, on notera la BMW 328, la Lola T70, la Ferrari P4 ou même la Bugatti Royale. Rien n'arrête Sbarro. La qualité de son travail artisanal sera confirmée par les nombreux modèles, uniques ou fabriqués en petites série, qu'il mettra au point jusqu'en 1992.
Sbarro, non content de dessiner et construire des voitures, est aussi un inventeur qui présente en 1989 un nouveau type de roue (orbitale sans moyeu) et plus tard un nouveau concept de châssis, le dual frame. Ces idées et ses concepts sont même utilisés depuis peu dans l'aviation par une petite société suisse fabriquant des hélicoptères. La Mercedes 4 portes papillon, La Mandarine, l'Alcad'or, Issima, ou la mini-électrique, c'est également lui.
N'ayant plus rien à prouver et voulant faire profiter de son savoir, Franco Sbarro fonde l'Espace Sbarro, une fondation à but non lucratif, une école particulière où les élèves, en plus de travaux de « bureau » (études, conception, design), doivent obligatoirement mettre les mains à la pâte pour la construction, de A à Z, des modèles qu'ils doivent créer selon un cahier des charges précis, parfois imposé par un constructeur comme Alfa Romeo en 1995 et Seat en 2001. L'école fut ouverte en 1992, le prix d'une année d'études se montant à 160 000 francs[réf. nécessaire]. Une deuxième école ouvrira à Casablanca (Maroc) en 1994, puis en France en 1995, dans le Doubs, (Centre Espera). Le cycle d'étude est d'un an et les travaux sont présentés chaque année au salon de Genève en mars.
En juin 2007, la société Espera Sbarro a quitté définitivement Pontarlier, ville dans laquelle elle était installée depuis 1994, pour s'installer à Montbéliard, en lien avec le pôle de compétitivité Véhicule du futur. Montbéliard présente l'avantage de rassembler plusieurs acteurs automobiles dans ce pôle et d'être près de Grandson où vit Sbarro.